# Naguanagua (gemeente)
Naguanagua is een gemeente in de Venezolaanse staat Carabobo. De gemeente telt 149.000 inwoners.  De hoofdplaats is Naguanagua.